# ویرژیل بوکلهاید
ویرژیل بوکلهاید (انگلیسی: Virgil Boekelheide; ۲۸ ژوئن ۱۹۱۹ – ۲۴ سپتامبر ۲۰۰۳) شیمیدان آلی اهل ایالات متحده آمریکا بود. واکنش بوکلهاید در شیمی آلی به افتخار وی نامگذاری شده است.
وی همچنین برندهٔ جوایزی همچون کمک‌هزینه گوگنهایم شده‌ است.